# Vico Consorti
Vico o Ludovico Consorti (n. en Roccalbegna en 1902 - f. en Siena el 1 de julio de 1979) fue un escultor italiano autor de la Puerta Santa de la Basílica de San Pedro. En su país trabajó asimismo en Semproniano, Verona, Siena, Livorno y Nápoles. También trabajó en Colombia en el Monumento a Los Héroes o en el Palacio Arzobispal en Bogotá.

## Biografía
Nació en Semproniano en el sur de Toscana (incluyendo el país a continuación, en la ciudad de Roccalbegna), desde su infancia, su padre, el médico del pueblo, fue capaz de infundir el amor por el arte. Se graduó en el Instituto de Bellas Artes de Siena, se trasladó a Roma, donde asistió a la Escuela de Arte de la Medalla y abrió un estudio.

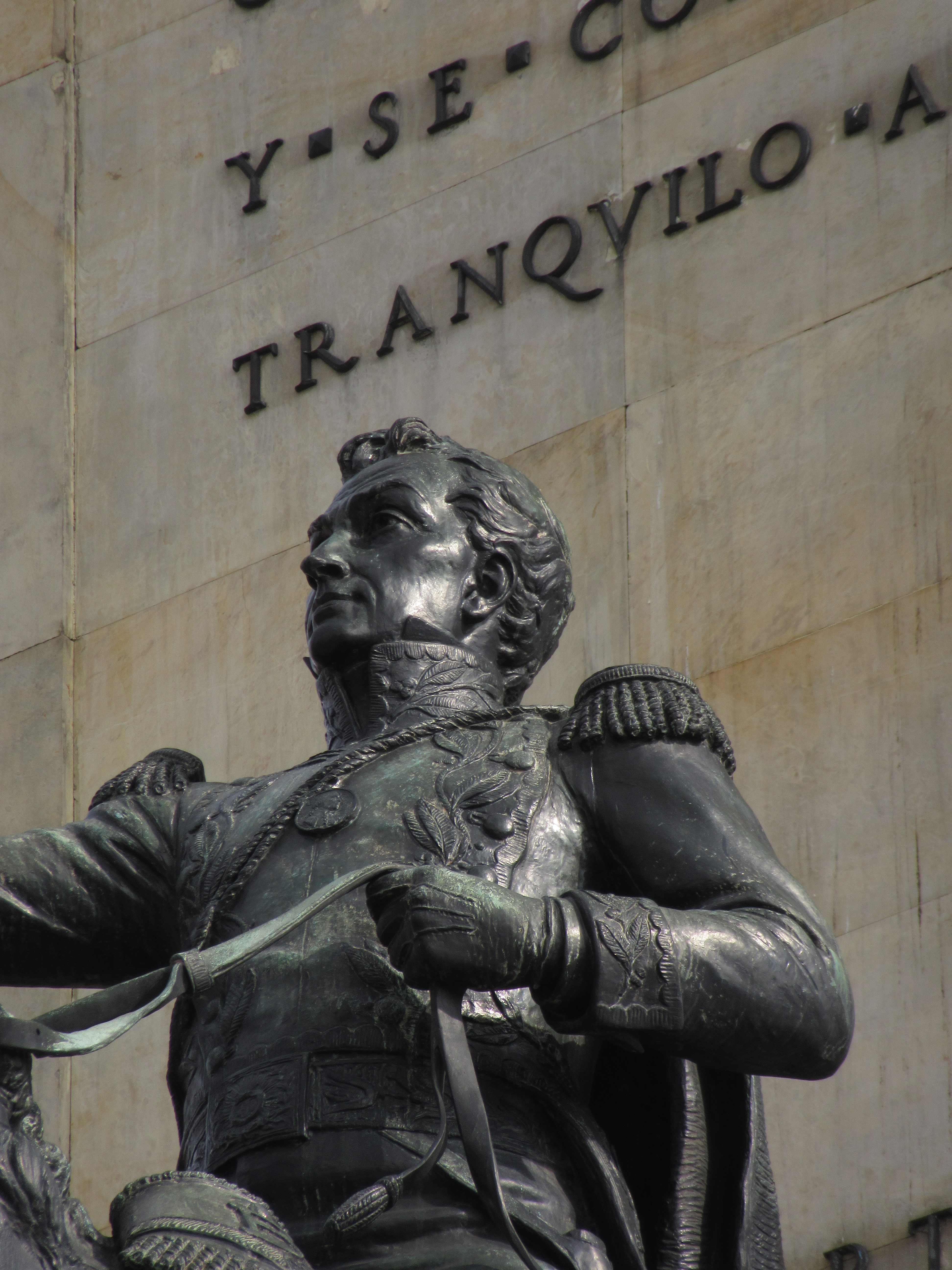
Estatua de Simón Bolívar en el Monumento a Los Héroes de Bogotá.

En 1927 realizó un bajorrelieve en la losa de mármol que debía servir como una lápida para un amigo de Semproniano, que se encuentra actualmente dentro de la iglesia de San Vicente y San Anastasio. Sin embargo, sus obras más importantes se llevaron a cabo en bronce. Entre sus obras se encuentran los altorrelieves del puente Duca d'Aosta en Roma, los cuatro grupos de estatuas de caballos y paseos a Puente de la Victoria en Verona y otras obras que adornan la sede del Departamento de Obras Públicas, el Aula Magna Universidad de Siena, el Palacio de Gobierno de Livorno y la Casa de los mutilados en Nápoles.
Su arte ha ido más allá de las fronteras nacionales, enriqueciendo las Galerías de Estocolmo y Múnich, y sus creaciones se pueden encontrar asimismo en Colombia. Su principal obra fue el Puerta Santa de la Basílica de San Pedro, construido en 1949 para el jubileo de 1950. Murió en Siena el 1 de julio de 1979.